# Sale el sol
Albums de Shakira
She Wolf
(2009) Live from Paris
(2011)
Singles
1. Loca
Sortie : 10 septembre 2010
2. Sale el Sol
Sortie : 4 janvier 2011
3. Rabiosa
Sortie : 8 avril 2011
4. Antes de las seis
Sortie : 24 octobre 2011
5. Addicted to You
Sortie : 14 mars 2012

Sale el Sol est le troisième album bilingue et le septième album studio de la chanteuse latin-pop colombienne Shakira. Il est disponible depuis le 18 octobre 2010 en France. La pochette de l'album a été révélée le 31 août 2010. Dans certains pays l'album s'intitule The Sun Comes Out. L'album s'est vendu à plus de 500 000 exemplaires en France depuis sa sortie. Il s'est vendu à plus de 5,5 millions d'exemplaires dans le monde d'après le site purecharts.

## Enregistrement et production
L'album a « un côté rock » avec des chansons « romantiques » et « latino ». Shakira a révélé à MTV que cet album sera « très personnel » et qu'il portera sur les questions de chagrin. Le rappeur et producteur anglais Dizzee Rascal est l'un des principaux collaborateurs de cet album, en duo avec la chanteuse sur le premier single Loca. À propos de cette collaboration, il a dit qu'elle était la preuve de sa volonté d'expérimenter et qu'elle l'a fait devenir un homme différent. D'autres collaborateurs comme les rappeurs Calle 13 et Pitbull ont participé à l'élaboration de cet album. En plus d'avoir décrit cet album comme « le meilleur de sa carrière », Shakira a révélé « je suis très excitée à propos de ce nouvel album parce qu'il me rappelle différentes époques de ma carrière. C'est comme une synthèse de ces vingt dernières années… c'était intéressant de faire cet album, je me suis reconnectée à moi-même. »[réf. nécessaire]

## Tournée mondiale
Shakira a débuté The Sun Comes Out World Tour le 15 septembre 2010 à Montréal, au Canada. Elle y interprète des chansons de ses derniers albums, She Wolf et Sale el Sol, ainsi que ses précédents hits.

## Liste des titres
Sale el Sol
| No  | Titre                                                                                               | Auteur                                                    | Durée |
| --- | --------------------------------------------------------------------------------------------------- | --------------------------------------------------------- | ----- |
| 1.  | Sale el Sol                                                                                         | Shakira, Luis F. Ochoa                                    | 3:21  |
| 2.  | Loca (Version anglaise) (featuring Dizzee Rascal)                                                   | Shakira, Edward Bello, Dylan Mills, Armando Pérez         | 3:13  |
| 3.  | Antes de las seis                                                                                   | Shakira, Lester Mendez                                    | 2:56  |
| 4.  | Gordita (featuring Residente of Calle 13)                                                           | Shakira, Réne Pérez                                       | 3:26  |
| 5.  | Addicted to You                                                                                     | Shakira, Edward Bello, John Hill, Luis F. Ochoa           | 2:28  |
| 6.  | Lo Que Más                                                                                          | Shakira, A. Menéndez                                      | 2:29  |
| 7.  | Mariposas                                                                                           | Shakira, A. Menéndez                                      | 3:47  |
| 8.  | Rabiosa (Version anglaise) (featuring Pitbull)                                                      | Shakira, Edward Bello, Armando Pérez                      | 2:52  |
| 9.  | Devoción                                                                                            | Shakira, G. Cerati, J. Drexler, S. Endicott, John Hill    | 3:31  |
| 10. | Islands (Reprise du groupe The xx)                                                                  | Romy Madley Croft, Oliver Sim, Jamie Smith                | 2:45  |
| 11. | Tu Boca                                                                                             | Shakira, G. Cerati, J. Drexler, A. Menéndez, Tim Mitchell | 3:27  |
| 12. | Waka Waka (This Time for Africa) (K-Mix)                                                            | Shakira, Freshlyground, John Hill, Golden Sounds          | 3:07  |
| 13. | Loca (Version espagnole) (featuring El Cata)                                                        | Shakira, Edward Bello, Armando Pérez                      | 3:05  |
| 14. | Rabiosa (Version espagnole) (featuring El Cata)                                                     | Shakira, Edward Bello, Armando Pérez                      | 2:52  |
| 15. | Waka Waka (Esto es África) (K-Mix)                                                                  | Shakira, Freshlyground, John Hill, Golden Sounds          | 3:07  |
| 16. | Waka Waka (This Time for Africa) (Disponible en France en tant que bonus dans la version numérique) | Shakira, Freshlyground, John Hill, Golden Sounds          | 3:23  |

## Classements, certifications et ventes
| Classements (2010)                   | Meilleure position |
| ------------------------------------ | ------------------ |
| Allemagne (BVMI)                     | 6                  |
| Argentine (CAPIF)                    | 1                  |
| Autriche (IFPI)                      | 3                  |
| Belgique (Ultratop) Flandres         | 8                  |
| Belgique (Ultratop) Wallonie         | 1                  |
| Brésil (ABPD)                        | 1                  |
| Canada (CRIA)                        | 11                 |
| Colombie (ASINCOL)                   | 1                  |
| Croatie (IFPI)                       | 4                  |
| Danemark (IFPI)                      | 27                 |
| Espagne (PROMUSICAE)                 | 1                  |
| Estonie (IFPI)                       | 9                  |
| Europe (Billboard)                   | 2                  |
| Finlande (IFPI)                      | 23                 |
| France (SNEP)                        | 1                  |
| Grèce (IFPI)                         | 1                  |
| Hongrie (MAHASZ)                     | 4                  |
| Italie (FIMI)                        | 1                  |
| Mexique (AMPROFON)                   | 1                  |
| Pays-Bas (Megacharts)                | 10                 |
| Pérou (IFPI)                         | 1                  |
| Pologne (ZPAV)                       | 3                  |
| Portugal (AFP)                       | 1                  |
| République tchèque (IFPI)            | 7                  |
| Russie (2M)                          | 3                  |
| Slovénie (IFPI)                      | 4                  |
| Suède (Sverigetopplistan)            | 19                 |
| Suisse (Media Control)               | 2                  |
| Suisse romande (Media Control)       | 1                  |
| Venezuela (APFV)                     | 1                  |
| USA (Billboard 200)                  | 7                  |
| USA (Digital Albums) Téléchargements | 4                  |
| USA (Latin Albums)                   | 1                  |
| USA (Latin Pop Albums)               | 1                  |
| Monde (Mediatraffic)                 | 4                  |

| Pays               | Certifications | Ventes,    |
| ------------------ | -------------- | ---------- |
| Allemagne          | Platine        | +200 000   |
| Autriche           | Platine        | +20 000    |
| Argentine          | 2 × Platine    | +120 000   |
| Belgique           | Platine        | +40 000    |
| Brésil             | 3 × Platine    | +210 000   |
| Canada             |                | +40 000    |
| Chili              | Platine        | +50 000    |
| Colombie*          | Diamant        | +320 000   |
| Espagne            | Platine        | +170 000   |
| États-Unis         | 2 × Platine    | +3 000 000 |
| France             | Diamant        | +550 000   |
| Grèce              | Platine        | +20 000    |
| Hongrie            | Platine        | +10 000    |
| Italie             | 2 × Platine    | +200 000   |
| Mexique            | 2 × Platine    | +220 000   |
| Pérou              | Or             | +20 000    |
| Pologne            | 2 × Platine    | +80 000    |
| Portugal           | Platine        | +45 000    |
| République tchèque | Platine        | +12 000    |
| Russie             | Platine        | +80 000    |
| Suède              | Or             | +25 000    |
| Suisse             | 2 × Platine    | +80 000    |
| Uruguay            | 2 × Platine    | +25 000    |
| Venezuela          | 2 × Platine    | +32 000    |
| Monde              |                | +5 500 000 |

| Classement (2010)                     | Position |
| ------------------------------------- | -------- |
| Autriche Classement album             | 42       |
| Belgique Classement album (Flandre)   | 97       |
| Belgique Classement album (Wallonie)  | 35       |
| Europe Top 100 Albums                 | 89       |
| France Classement album               | 13       |
| Allemagne Classement album            | 53       |
| Hongrie Classement album              | 19       |
| Italie Classement album               | 21       |
| Mexique Classement album              | 22       |
| Pologne Classement album              | 43       |
| Suisse Classement album               | 13       |
| Espagne Classement album              | 13       |
| États-Unis Classement album Top Latin | 6        |
| États-Unis Classement album Latin Pop | 4        |
| Classement (2011)                     | Position |
| Autriche Classement album             | 42       |
| Belgique Classement album (Flandre)   | 34       |
| Belgique Classement album (Wallonie)  | 16       |
| France Classement album               | 11       |
| France Classement album (Physique)    | 10       |
| Italie Classement album               | 45       |
| Mexique Classement album              | 23       |
| Espagne Classement album              | 13       |
| Suisse Classement album               | 15       |
| États-Unis Classement album Top Latin | 4        |
| États-Unis Classement album Latin Pop | 3        |

## Historique des sorties
Le 7 avril 2018, l'album est toujours dans les Charts Latin Pop aux États-Unis, 8 ans après sa sortie, l'album continue à battre des records dans les charts US, cela fait maintenant 180 semaines qu'il dans le Charts, à une très bonne position, vue qu'il est 10e (le numéro 1 est son 11e album El Dorado (album), sortie maintenant depuis 44 semaines).
| Région      | Date            | Label                    |
| ----------- | --------------- | ------------------------ |
| Suisse      | 15 octobre 2010 | Epic Records             |
| Allemagne   | 15 octobre 2010 | Sony Music Entertainment |
| France      | 18 octobre 2010 | Jive Records             |
| États-Unis  | 19 octobre 2010 | Epic Records             |
| Japon       | 3 novembre 2010 | Sony Music Japan         |
| Royaume-Uni | 8 novembre 2010 | RCA Records              |
| Australie   | 8 novembre 2010 | Epic Records             |